# Villa semifucata
Villa semifucata är en tvåvingeart som beskrevs av Hall 1976. Villa semifucata ingår i släktet Villa och familjen svävflugor. Inga underarter finns listade i Catalogue of Life.